# Entosthodon ouropratensis
Entosthodon ouropratensis là một loài Rêu trong họ Funariaceae. Loài này được Paris mô tả khoa học đầu tiên năm 1904.